# Muggenhof (metropolitana di Norimberga)
La stazione di Muggenhof è una stazione della metropolitana di Norimberga, servita dalla linea U1.

## Storia
La stazione di Muggenhof venne attivata il 20 marzo 1982, come parte della tratta da Eberhardshof a Jakobinenstraße.